# 1959 a tudományban
Az 1959. év a tudományban és a technikában.

## Díjak
- Nobel-díjak
  - Fizikai Nobel-díj: Emilio Gino Segrè, Owen Chamberlain
  - Fiziológiai és orvostudományi Nobel-díj: Severo Ochoa, Arthur Kornberg
  - Kémiai Nobel-díj: Jaroslav Heyrovský

## Születések
- január 1. – Abdul Ahad Mohmand afgán űrhajós
- április 27. – Andrew Fire Nobel-díjas (megosztva) amerikai sejtbiológus és molekuláris genetikus
- augusztus 29. – Stephen Wolfram angliai születésű elméleti fizikus és matematikus
- szeptember 22. – Saul Perlmutter Nobel-díjas (megosztva) amerikai csillagász, fizikus
- október 16. – Pamela Cecile Rasmussen amerikai ornitológusnő, az ázsiai madarak szakértője
- december 25. – Michael Phillip Anderson amerikai űrhajós

## Halálozások
- február 15. – Owen Willans Richardson Nobel-díjas brit fizikus (* 1879)
- március 27. – Jaroslav Heyrovský kémiai Nobel-díjas cseh kémikus (* 1890)
- június 9. – Adolf Windaus Nobel-díjas német vegyész (* 1876)
- október 9. – Henry Tizard angol kémikus és feltaláló (* 1885)
- október 15. – Fejér Lipót magyar matematikus, az MTA tagja (* 1880)
- november 15. – Charles Thomson Rees Wilson Nobel-díjas skót fizikus, a ködkamra kifejlesztője (* 1869)